# Cucina canadese

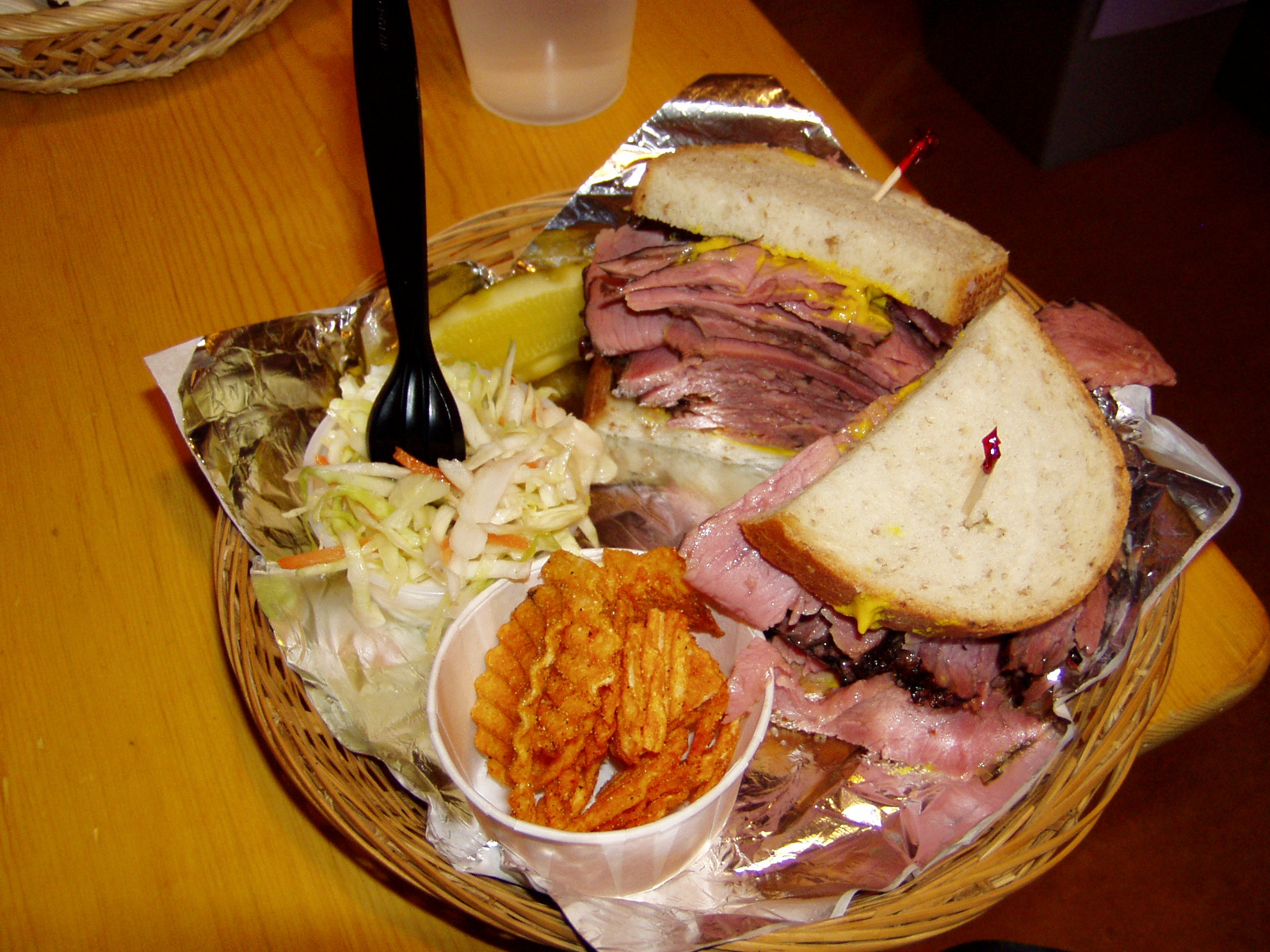
Smoked meat sandwich a base di pastrami con contorni.

La cucina canadese è l'espressione dell'arte culinaria sviluppata in Canada ed è tipicamente regionale. Le sue origini sono legate al dominio inglese e alla cucina statunitense, ma sono presenti influenze o reminiscenze della cucina francese.
Nell'ovest del paese, la cucina è stata influenzata, oltre da quelle già citate, anche dalla cucina italiana, ucraina, polacca e scandinava.

## Tipi di piatti

### Piatti unici
- Tourtière - piatto conosciuto nel Québec e tipicamente natalizio.

### Secondi di pesce
- Sushi pizza

### Contorni
- Poutine

### Formaggi
- Pied-De-Vent

### Dolci
- Dormequè
- Barras de Nanaimo
- Tarte au sucre
- Dolci di mele

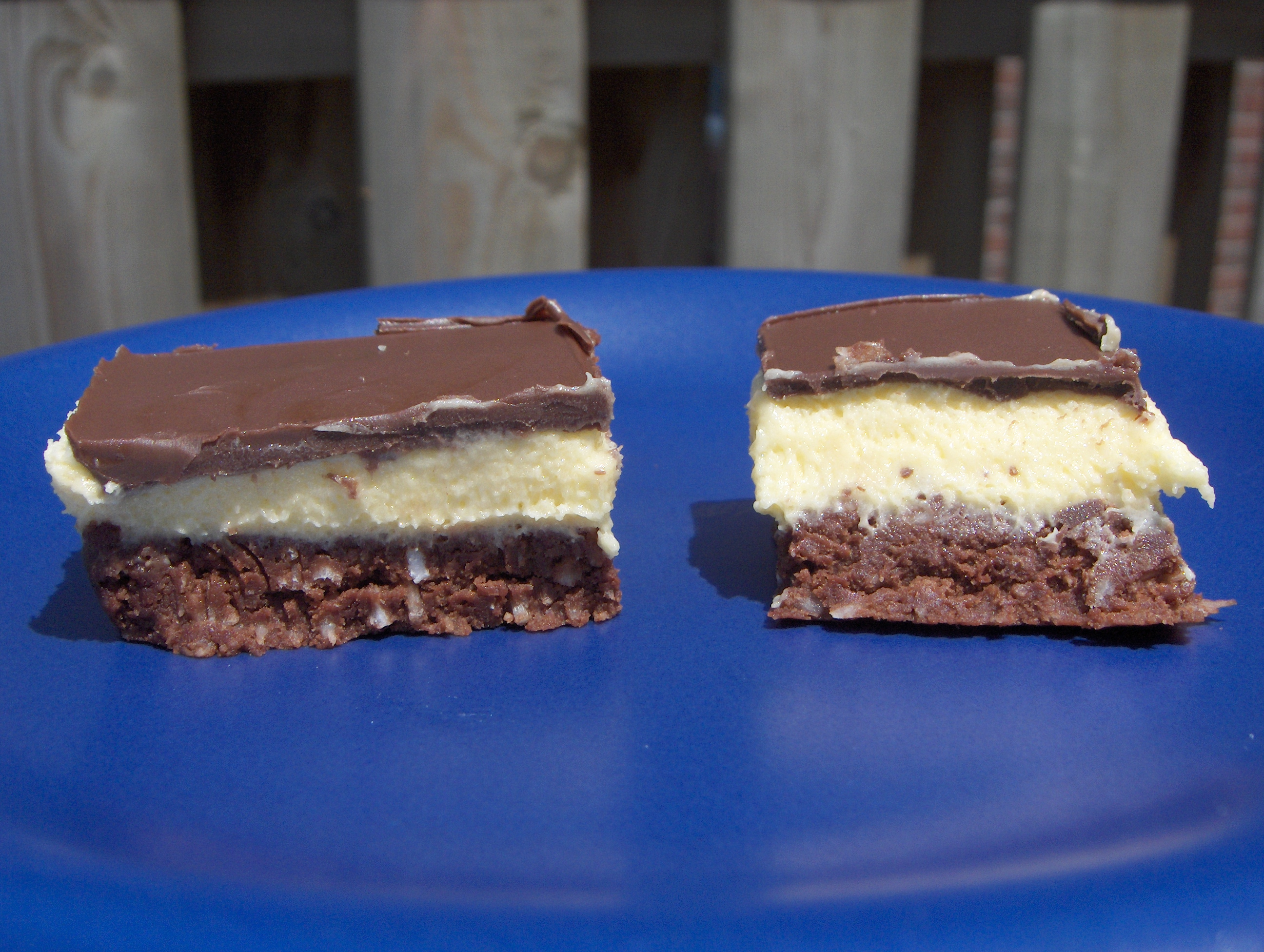
Barra de Nanaimo

- Pancake (con lo sciroppo d'acero fresco)